# Alla nobiltà cristiana della nazione tedesca
Alla nobiltà cristiana della nazione tedesca (in tedesco: An den christlichen Adel deutscher Nation) fu un trattato pubblicato da Martin Lutero nel 1520. In quest'opera, egli contesta i "tre muri" eretti a suo giudizio dalla Chiesa di Roma a difesa del proprio potere: 1) la superiorità del potere spirituale su quello temporale; 2) l'autorità del solo Papa nell'interpretare le Scritture; 3) il diritto del solo Papa a convocare i Concili. L'opera fu scritta in volgare tedesco e non in latino.

## Storia
La Disputa di Lipsia (1519) portò Lutero a contatto con gli umanisti, in particolare Filippo Melantone, Johannes Reuchlin, Erasmo, con il cavaliere Ulrich von Hutten che, a sua volta, influenzò il cavaliere  Franz von Sickingen. Von Sickingen e Silvestro di Schauenburg volevano assicurare protezione a Lutero nelle loro fortezze, dato che non sarebbe stato sicuro per lui rimanere in Sassonia dopo la minaccia di scomunica da parte del Papa. Fra l'Editto di Worms nell'aprile del 1521 e il ritorno di Lutero da Wartburg nel marzo del 1522 si sviluppò un forte dibattito sugli sviluppi che avrebbe dovuto avere la Riforma. A Wittenberg ciascuna delle parti interessate – il principe, il consiglio della torre e il comune – voleva espandere la propria influenza sul governo della chiesa in accordo con le proprie necessità. Fu così che si pose la questione dell'autorità. La chiesa, inoltre, tentava di tenere distinte la sfera spirituale e quella temporale e di conferire alla prima un potere maggiore che alla seconda;  questa divisione dei cristiani in sfere indusse Lutero a scrivere sui “tre muri” che i “Romani avevano creato per proteggere se stessi dalla riforma”, e ciò avvenne nella lettera “Alla Nobiltà Cristiana della Nazione Tedesca” (Augusta 1520).
In questa fase, complicata dalla crisi interna alla nobiltà tedesca, Lutero, attraverso la sua lettera, pensa di affidare ai laici, come ai dei sacerdoti spirituali, la riforma richiesta da Dio ma disprezzata dal papa e dal clero. Questo trattato, che è stato definito “una lacrima dal cuore del popolo” e “l'esplosione di una tromba di guerra”, fu la prima pubblicazione di Lutero prodotta dopo che egli si era convinto che una rottura con Roma fosse ormai inevitabile. In essa, egli attaccò quelli che considerava “I tre muri dei Romani”: (1) che l'autorità secolare non ha giurisdizione su di loro; (2) che solo il Papa è in grado di spiegare le Scritture; (3) che nessuno tranne il Papa stesso può convocare un Concilio.

## Il Primo Muro: Potere Spirituale superiore al Temporale
Il Primo Muro dei “Romani” che Lutero criticò fu la distinzione tra sfera spirituale e temporale. Lutero contestò tale distinzione, affermando come non ci sia differenza fra queste sfere tranne la funzione. Egli argomentò, citando san Pietro e il libro dell'Apocalisse, che attraverso il battesimo tutti veniamo consacrati come sacerdoti.
In questo modo egli diminuiva significativamente l'autorità della Chiesa e trattava i sacerdoti come niente più che “funzionari”. Lutero fa quest'esempio: “Se dieci fratelli, coeredi come figli di re, dovessero scegliere uno solo fra di loro che gestisse l'eredità, essi vorrebbero rimanere re e avere un uguale potere, sebbene solo uno governerebbe.” 
Perciò Lutero propose che l'ufficio religioso fosse svolto da funzionari eletti, osservando che “se una cosa è comune a tutti, nessuno può prenderla per sé senza la volontà e la decisione della comunità”.  

## Il Secondo Muro: Autorità nell'interpretazione delle Scritture
Nella seconda parte della lettera, Lutero dibatte sul fatto che solo il Papa abbia l'autorità per interpretare le scritture o confermarne l'interpretazione, anche se nessuna testimonianza concede questa autorità al solo Papa: perciò, argomenta Lutero, sono stati i Papi a conferire a se stessi questa autorità. 
Questa critica, più di quella al "primo muro", conferì una forte base alla riforma, un vero e proprio punto di rottura rispetto alle regole e alla tradizione della Chiesa cattolica. 

## Il Terzo Muro: Autorità nella convocazione di un Concilio
Lutero sostiene che ciascuno ha la possibilità di convocare un concilio se si individua un problema o una questione che riguardi la sfera spirituale. Inoltre, Lutero è convinto che le “autorità temporali” siano più adatte a convocare un concilio in quanto sono “compagni-Cristiani, compagni-Sacerdoti, partecipano dell'unico spirito e dell'unico potere in ogni cosa, e [perciò] possono esercitare l'ufficio che hanno ricevuto da Dio”. 
Lo spostamento del potere alle autorità temporali nelle questioni di fede diverrà successivamente un grosso problema della Riforma. Scontri sono sorti su chi abbia il diritto di intervenire in materia di fede, come ad esempio fino a che punto è accettabile che il governo blocchi la nascita di una nuova religione. Un esempio di questo scontro può essere rintracciato nel documento di un anonimo bavarese “Se il Governo secolare ha il diritto di brandire la spada negli affari di Fede”. 
Questo documento si chiede se impiegare la forza militare per fermare le rivolte violente, venga essa utilizzata dal governo o dalla chiesa, sia o no una scelta cristiana. 
Qualcuno credeva che la violenza avrebbe generato altra violenza, che “chi vive di spade morirà di spada;” altri credevano che fosse dovere della sfera secolare proteggere il proprio popolo e impedire la nascita di nuove religioni.